# شب‌نورد دونزان
شب‌نورد دونزان (نام علمی: Nyctereutes donnezani) نام یک گونه از سرده شب‌نوردها است.